# SV Rohrbach

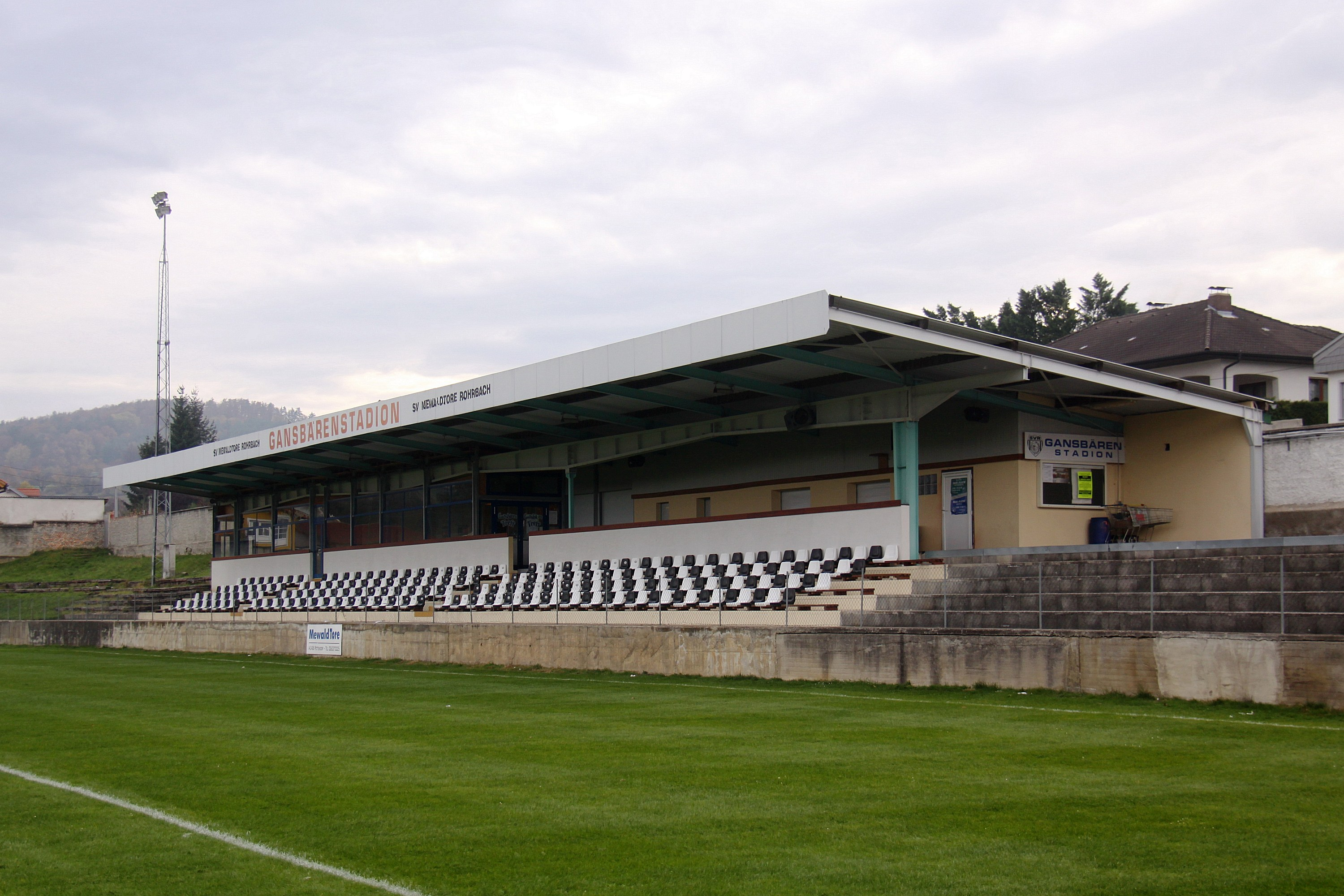
Ein großer Teil der Zuschauerplätze ist überdacht

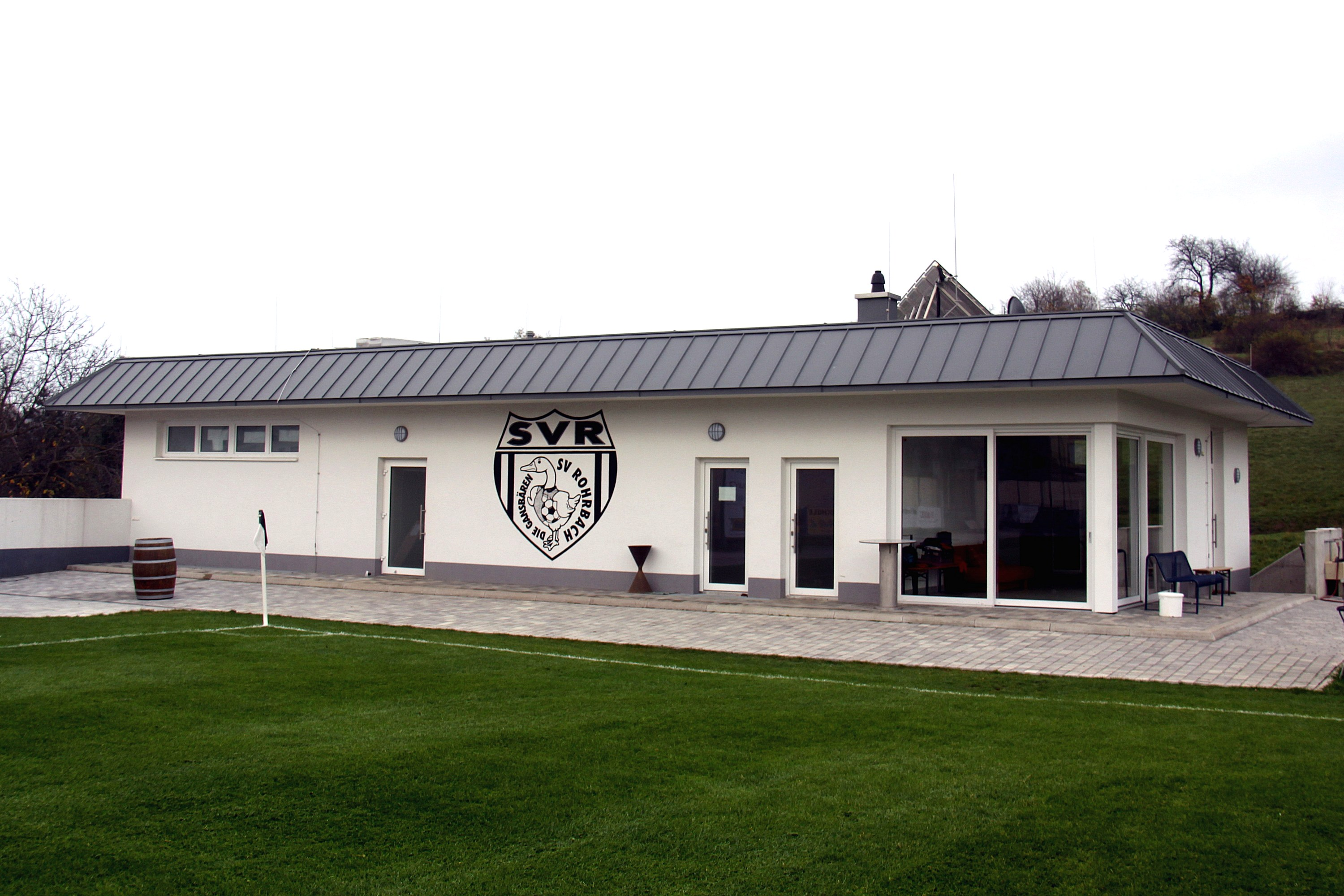
Kabinen und Klubhaus

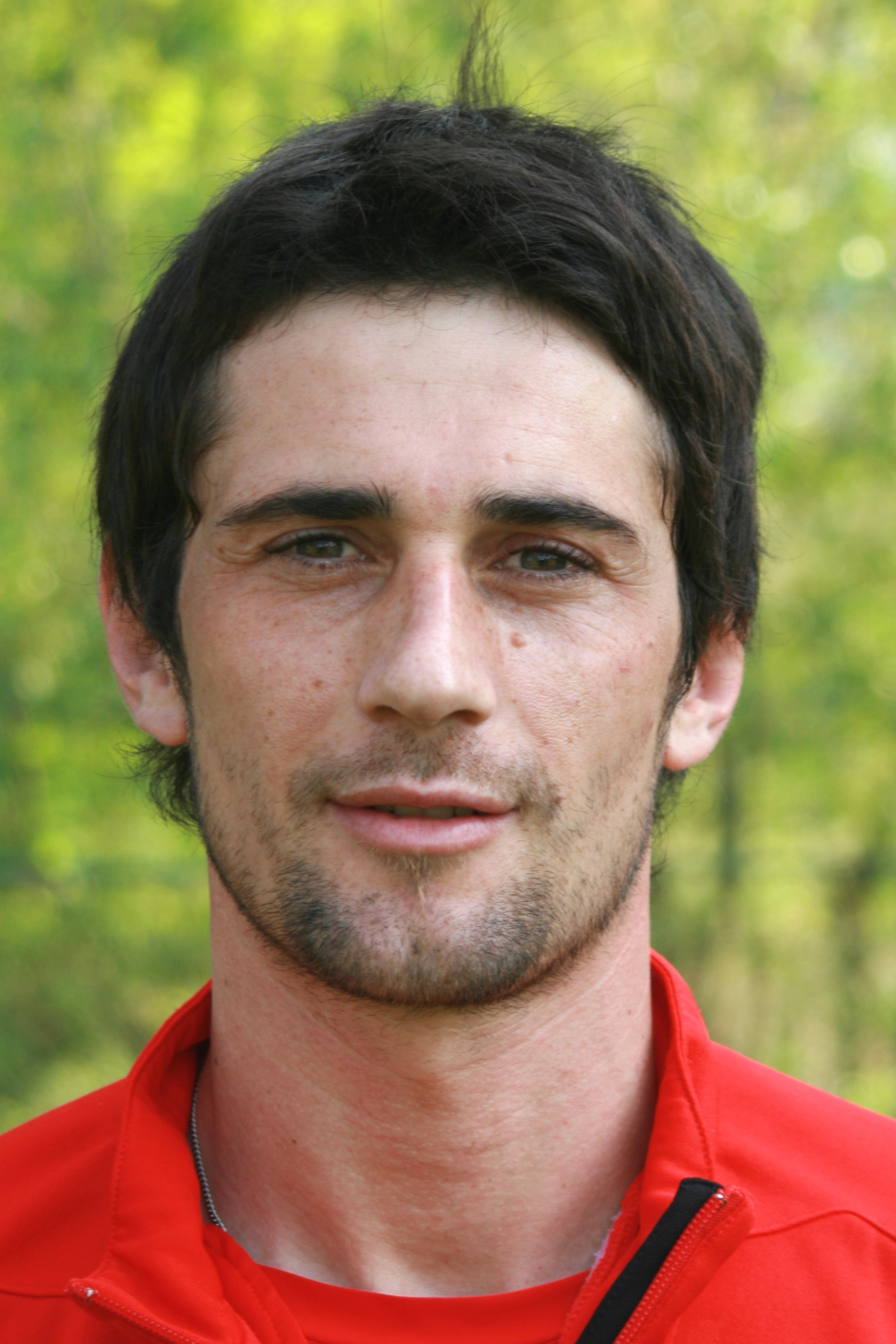
Markus Schmidt spielte zunächst beim SV Rohrbach, ehe er zur SV Mattersburg wechselte

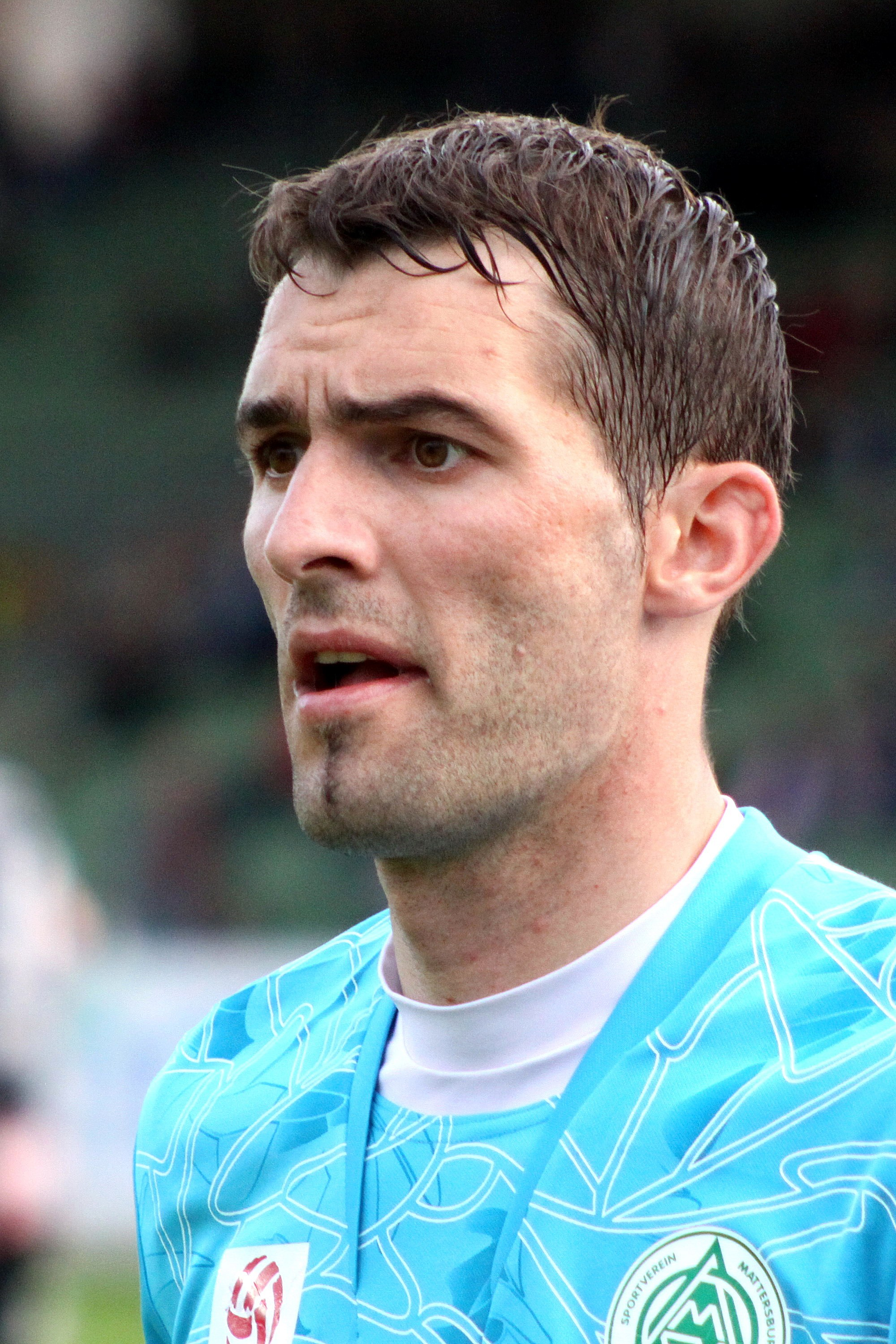
Roland Gerdenitsch ist ein Eigenbauspieler des SV Rohrbach

Der SV Rohrbach ist ein österreichischer Fußballverein in der Marktgemeinde Rohrbach bei Mattersburg im Burgenland. Er gehört dem Burgenländischen Fußballverband an. Seit dem Abstieg aus der Landesliga Burgenland nach der Saison 2007/08 spielt der Verein in der II. Liga Mitte, der zweithöchsten Liga im Burgenland.

## Geschichte
Nachdem nach dem Anschluss des Burgenlandes an Österreich in der Umgebung bereits die ersten Fußballvereine gegründet wurden, wurden in den Jahren 1928 bis 1931 in Rohrbach Bestrebungen unternommen, einen Fußballverein zu gründen. Das Fehlen einer Sportanlage, aber auch der finanziellen Mittel verhinderten einen geregelten Spielbetrieb. Obwohl gute Spieler vorhanden waren, beschränkten sich deshalb die Aktivitäten auf gelegentliche Freundschaftsspiele. Diese wurden ursprünglich hinter dem einstigen Ziegelofen oder neben dem Eisenbahnviadukt und später auf Sandwiese von Paul Pusitz ausgetragen. Parallel dazu entwickelte sich im oberen Ort der „Erdalclub“ von Dominikus Schütz und im unteren Ort der „Schmollclub“, die sich beide aus Schülern zusammensetzten. Mit dem Erliegen der Kampfmannschaft endeten auch deren Aktivitäten.
Nach dem Anschluss Österreichs war es 1938 die Hitlerjugend, die den beinahe vergessenen Fußballsport wiederbelebte. Trainiert wurde anfänglich im „Peischl-Graben“ und später auf der „Duwlwiese“, die allerdings den Schönheitsfehler hatte, dass sich auf ihr ein mächtiger Birnbaum befand. Mit der Einberufung der wehrfähigen Männer in den Zweiten Weltkrieg kam der Fußballsport neuerlich zum Erliegen.
Nach dem Ende des Zweiten Weltkriegs fanden sich bald sportbegeisterte Idealisten, die den Fußballsport in der Gemeinde wiederbelebten. Franz Radowan, Hans Hosenseidl, Lorenz Schütz, Matthias Fasching, Hans Bauer, Lorenz Kutrowatz, Ferdinand Riegler, Matthias Radowan und Johann Pinezich gründeten am 27. Februar 1946 den Sportverein Rohrbach. Franz Prikosowitsch wurde zum ersten Obmann, Stefan Radowan zum Schriftführer und Julius Herowitsch zum Kassier gewählt. Die Vereinsfarben wurden mit schwarz-weiß festgelegt. Die Umstände sind heute kaum mehr vorstellbar, denn es gab weder eine den Regeln entsprechende Spielkleidung, noch einen wettbewerbsfähigen Ball. Beim Schuhwerk war alles von feinem Kalbsleder, festen Arbeitsschuhen und kurzen Schaftstiefeln aus Rindsleder anzutreffen. Dem Ball ging mehrmals die Luft aus, sodass eine Spielfortsetzung erst nach dem Kleben der Seele und dem Verschnüren der Lederhülle erfolgen konnte.
Nach der Aufnahme des Vereins in den Burgenländischen Fußballverband am 12. Juni 1946 erfolgte für den SV Rohrbach am 25. August 1946 der Anpfiff zur offiziellen Meisterschaft in der 2. Klasse Mitte. Da der SV Rohrbach über keine eigene Sportanlage verfügte, mussten anfänglich die Heimspiele im benachbarten Mattersburg ausgetragen werden. Ab der Saison 1947/48 wurden die Heimspiele in der Nachbargemeinde Marz ausgetragen. Deshalb wurden größte Anstrengungen unternommen, eine eigene Sportanlage zu errichten. Am 31. Juli 1949 war es so weit, dass die Sportanlage des SV Rohrbach mit einem Turnier eröffnete werden konnte. Die neue Heimstätte gab den nötigen Rückhalt, denn bereits zwei Jahre später konnte der erste Erfolg mit dem Gewinn des Meistertitels eingefahren werden. Die Mannschaft wurde in der Saison 1950/51 Meister der 2. Klasse Mitte stieg in die 1. Klasse B Nord auf.
1956 trat der SV Rohrbach dem Allgemeinen Sportverband Österreich (ASVÖ) bei. In der Meisterschaft konnte sich der Verein in der 1. Klasse etablieren. In der Saison 1960/61 landete der SV Rohrbach den nächsten Erfolg und wurde Meister in der 1. Klasse Mitte und stieg dadurch in die II. Liga Nord auf. Nur vier Jahre danach gelang in der Saison 1964/65 der Meistertitel in der II. Liga Nord, womit der SV Rohrbach Aufstieg in die Landesliga Burgenland aufstieg. Dort konnte sich der SV Rohrbach nur zwei Jahre behaupten, ehe in der Saison 1967/68 wieder der Weg in die II. Liga Nord angetreten werden musste. Beim SV Rohrbach betrachtete man dies lediglich als „Unfall“, denn bereits ein Jahr danach stieg der Verein wieder in die Landesliga Burgenland auf. Wie stark die Mannschaft war, zeigte sie am 13. Juli 1969 mit einem 2:1-Sieg in einem Freundschaftsspiel beim ungarischen Erstligisten Videoton Székesfehérvár. Auch die Gemeinde schloss sich der herrschenden Fußballbegeisterung an und ermöglichte den Bau der Umkleidekabinen durch eine großzügige Unterstützung.
Gleichzeitig erfolgte dank der Initiative des ehemaligen Spielers Rudolf Hüller ein völliges Umdenken bei der Nachwuchsarbeit. Hüller, der die Lizenztrainerprüfung abgelegt hatte, motivierte die örtliche Jugend für den Fußballsport und intensivierte das Training für die Schüler- und Jugendmannschaften. Diese Arbeit wurde 1976/77 mit dem Gewinn des burgenländischen Landesmeistertitels gekrönt. Sukzessive wurden Spieler aus dem eigenen Nachwuchs in die Kampfmannschaft eingebaut, was dazu führte, dass das Durchschnittsalter der Kampfmannschaft in der Landesliga gerade einmal 20 Jahre betrug. In der Folge kam mit den Knaben noch eine dritte Nachwuchsmannschaft dazu. Auch die Umwandlung des Bewerbs für Reservemannschaften der Landesliga in eine Meisterschaft für Unter-21-Teams ist der Initiative des SV Rohrbach unter dem damaligen Obmann Paul-Josef Hofer.
Durch die große Beanspruchung der Sportanlage, die seit deren Errichtung unverändert geblieben war, mit Trainings- und Spielbetrieb von fünf Mannschaften, wurde diese dringend sanierungsbedürftig. Um nicht auf andere Plätze ausweichen zu müssen, wurde zuerst ein Trainingsplatz errichtet, auf dem zwei Jahre lang der Spielbetrieb stattfand. Dazu musste zuerst der am Sportplatz vorbeiführende Ortsbach verrohrt und anschließend bis zu sieben Meter aufgeschüttet werden. Am 11. August 1979 wurde die umgebaute Sportanlage mit einem Freundschaftsspiel gegen die österreichische Heeresauswahl wiedereröffnet.
Sportlich hatte sich der SV Rohrbach in der Landesliga Burgenland etabliert und bildete über 18 Jahre deren fixen Bestandteil. Erst in der Saison 1986/87 musste der Verein wieder in die II. Liga Mitte absteigen. Dieses sportliche Tief dauerte jedoch nur zwei Jahre, denn in der Saison 1988/89 gelang, nachdem im Jahr davor der Meistertitel nur knapp verpasst wurde, neuerlich der Wiederaufstieg. Trainer der Mannschaft war übrigens der Publikumsliebling Tibor Galántai, der einst bei Ferencváros Budapest Mannschaftskollege von Tibor Nyilasi war.

### Zuschauerrekorde
In den folgenden Jahren etablierte sich der SV Rohrbach durchwegs in der oberen Tabellenhälfte der Landesliga. Unter Trainer Karl Rosner qualifizierte sich der Verein 1990/91 mit einem vierten Platz in der Landesliga für den ÖFB-Cup. Am 3. August 1991 gelangen den Rohrbachern in der ersten Runde des ÖFB-Cups 1991/92 mit einem 1:1-Unentschieden nach Verlängerung und einem 4:2-Sieg im Elfmeterschießen beim SC Eisenstadt sowie in der zweiten Runde am 14. August 1991 nach einem 3:3-Unentschieden und einem 6:5-Sieg im Elfmeterschießen, wobei der erst 16-jährige Rainer Schütz den entscheidenden Treffer erzielte, gegen den Titelverteidiger SV Stockerau sensationelle Cuperfolge. Der Lohn dafür war das Spiel in der dritten Runde gegen den Rekordmeister SK Rapid Wien. Das Spiel am 12. Oktober 1991 wurde zu einem wahren Volksfest. Selbst die errichteten Zusatztribünen waren randvoll gefüllt, denn nicht weniger als 7000 Zuschauer wollten sich dieses Spiel in der lediglich 2600 Einwohner zählenden Gemeinde nicht entgehen lassen und sorgten so für einen Allzeitrekord. Dass das Spiel mit 0:10 verloren ging, tat der großartigen Stimmung keinen Abbruch.
Das dadurch eingenommene Geld wurde gut investiert, denn 1992 wurde eine meisterschaftstaugliche Flutlichtanlage errichtet. Diese wurde im Lokalderby gegen den SV Mattersburg vor 2600 Zuschauern mit einem 2:0-Sieg seiner Bestimmung übergeben. Unter Trainer Ladislav Kuna und Spielertrainer Franz Weiss landete der SV Rohrbach am Ende der Saison 1992/93 hinter dem ASKÖ Klingenbach und vor dem SV Mattersburg schließlich am zweiten Platz der Landesliga. Auch die Saison 1993/94 wurde unter Trainer Josef Degeorgi mit dem zweiten Platz, diesmal hinter dem SV Mattersburg, abgeschlossen. Im Derby gegen den SV Mattersburg am 31. Oktober 1993, das mit einem 1:0-Sieg endete, gab es mit 4000 Zuschauern einen neuen Rekord für Meisterschaftsspiele.

### Aufstieg in die Regionalliga Ost
In der Saison 1998/99 war der SV Rohrbach endlich am Ziel seiner Wünsche angelangt. Die Kampfmannschaft sicherte sich überlegen mit sieben Punkten Vorsprung auf den SC Neudörfl und den SC Güssing den burgenländischen Landesmeistertitel und den damit verbundenen Aufstieg in die Regionalliga Ost. Dafür ausschlaggebend war, dass sich die von Christian Janitsch gecoachte Mannschaft nur drei Niederlagen leistete und auf eigenem Platz ungeschlagen blieb. Der Verein vertraute auch in der Saison 1999/2000 in der dritthöchsten Liga den zahlreichen Eigenbauspielern, die jedoch das höhere Tempo nicht gewohnt waren und musste prompt wieder absteigen. Der Kader der Mannschaft setzte sich aus folgenden Spielern zusammen: Roland Gerdenitsch; Johannes Knoll, Johann Gruber, Alexander Gerdenitsch, Patrick Müllner, Rainer Schütz, Roland Moder (), Peter Pusitz, Rainer Heidenreich, Roman Trinko, Joachim Moricz, Jürgen Holzinger, Michael Fasching, Jürgen Kutrovatz, Vijeko Kordic (), Roman Rauhofer, Péter Farkas (), Marko Stifter und Wolfgang Kumnig.
Das darauffolgende Gastspiel in der Landesliga war jedoch nur von kurzer Dauer, denn der SV Rohrbach schloss die Saison 2000/01 als überlegener Meister mit acht Punkten Vorsprung auf den SC-ESV Parndorf 1919 ab. Damit stieg der Verein neuerlich in die Regionalliga Ost auf.
In der Folge etablierte sich der SV Rohrbach in der dritthöchsten Liga. In der Saison 2001/02 erreichte die Mannschaft, nachdem im Winter Trainer Christian Janitsch durch Franz Weiss ersetzt wurde, mit dem zehnten Rang einen gesicherten Mittelfeldplatz. Die Saison 2002/03 brachte mit dem sechsten Rang, als bestplatzierte Mannschaft des Burgenlandes, das beste Abschneiden in der Vereinsgeschichte. Der Kader setzte sich aus folgenden Spielern zusammen: Roland Gerdenitsch, Georg Gerdenitsch, Michael Gerdenitsch; Herbert Kornfeld, Christoph Stifter, Martin Hareter, Patrick Müllner, Michal Bordas (), Johann Gruber, Rainer Schütz, Vijeko Kordic (), Roland Moder (), Bernd Illedich, Christopher Kutrowatz, Roman Trinko, Sascha Tesanovic, Clemens Ivanschitz, Michael Schmidt, Harald Huszovits und Wolfgang Kumnig.
Auch die Saison 2003/04 fand mit dem achten Platz einen zufriedenstellenden Abschluss, wobei sich der SV Rohrbach als bestes Heimteam erwies.

### Rückfall in die II. Liga
In der Saison 2004/05 folgte der Absturz. Der SV Rohrbach kam unter Trainer Hannes Marzi in 30 Spielen lediglich zu einem einzigen Sieg und kassierte 104 Gegentreffer, womit die Mannschaft als abgeschlagener Letztplatzierter absteigen mussten. In der darauffolgenden Saison in der Landesliga Burgenland erfing sich die Mannschaft unter Trainer Johann Dihanich nur schwer und musste sich schließlich mit dem zwölften Platz zufriedengeben. Auch in der Saison 2006/07 erfing sich die Mannschaft nicht und landete nur auf dem elften Rang.
Noch tiefer ging es in der Saison 2007/08. Der SV Rohrbach kam unter Trainer Markus Tatar in der Burgenlandliga über den 14. Platz und musste den bitteren Weg in die II. Liga Mitte antreten. Zwar reichte es in der Saison 2008/09 zum zeiten Platz, doch betrug der Rückstand auf den Meister SC Ritzing bereits sieben Punkte. Die Saison 2009/10 wurde mit dem dritten Platz beendet. Bitter war für die Rohrbacher, dass der Meistertitel an den benachbarten ASK Marz vor dem SV Markt St. Martin ging. Die Saison 2010/11 brachte abermals den Vizemeistertitel, doch betrug der Abstand zum Meister ASV Draßburg elf Punkte. Enttäuschend verlief die Saison 2011/12, wo der SV Rohrbach mit dem 13. Rang gerade noch dem Abstieg entgehen konnte. Auch die Saison 2012/13 verlief mit dem zehnten Rang nicht gerade erfolgreich.

### Saison 2013/14
In der Saison 2013/14 will man beim SV Rohrbach dieser Negativserie ein Ende bereiten. Die von Christoph Stifter trainierte Mannschaft will wieder ganz vorne mitmischen, was ihr in der ersten Hälfte der Meisterschaft auch gelang. Der Kader des SV Rohrbach setzt sich aus folgenden Spielern zusammen: Michael Gerdenitsch, Philipp Radowan; Denis Ajpek, Mario Buchinger, Hrvoje Dukic, Bernd Eibler, Lukas Fekete, Andreas Fichtinger, Günter Fröch, Ernst Fürsatz, Thomas Gerdenitsch, Philip Hahn, Lukas Holzmann, Michal Hrasna, Christopher Ivanschitz, Christoph Krausl, Martin Kutrowatz, Alexander Letnansky, Philipp Mihalits, Andreas Moritz, Alexander Pusitz, Michael Riegler, Thomas Schmidt, David Simmel, Bernd Soffried, Mathias Tergatschnig, Marko Tesanovic, Sascha Tesanovic, Christoph Tiewald, Philip Tiewald, Daniel Tomassovits und Rene Wrba.

### Chronik der Obmänner
| Funktionszeit           | Obmann             |
| ----------------------- | ------------------ |
| 27.02.1946 – 05.02.1961 | Anton Prikossovits |
| 05.02.1961 – 02.02.1964 | Johann Horning     |
| 02.02.1964 – 16.07.1967 | Anton Schütz       |
| 16.07.1967 – 15.06.1986 | Paul-Josef Hofer   |
| 15.06.1986 – 18.06.1994 | Helmut Rauhofer    |
| 18.06.1994 – 22.07.2000 | Werner Murovatz    |
| 22.07.2000 – 15.06.2018 | Gabriel Landl      |
| seit 15.06.2018         | Roman Landl        |

## Bekannte Spieler
- Markus Schmidt; er begann seine Karriere beim SV Rohrbach, ehe er zur SV Mattersburg wechselte, für die er 208 Bundesligaspiele bestritt.[9]
- Roland Gerdenitsch; der Rohrbacher Torhüter wechselte 2003 zum SC Wiesen, von wo ihn 2006 der Weg zur SV Mattersburg führte, für die er sechs Bundesligaeinsätze bestritt.[10]
- Harald Suchard; der Rohrbacher wechselte 1995 zum FC Admira Wacker Mödling, für den er 156 Bundesligaspiele bestritt, und 2005 zum FK Austria Wien (84 Spiele in der zweiten Mannschaft).[11]
- Josef Degeorgi; der Ex-Teamspieler wirkte von Juli 1992 bis Juni 1995 bei SV Rohrbach als Spielertrainer[12]
- Bernd Illedich; Illedich spielte nach seiner Zeit in der 2. Liga (ASKÖ Klingenbach, SV Mattersburg) von 2002 bis 2004 beim SV Rohrbach[13]

## Erfolge
- 1950/51: Meister der 2. Klasse Mitte und Aufstieg in die 1. Klasse B Nord
- 1960/61: Meister der 1. Klasse Mitte und Aufstieg in die 2. Liga Nord
- 1964/65: Meister der 2. Liga Nord und Aufstieg in die Landesliga Burgenland
- 1968/69: Meister der 2. Liga Nord und Aufstieg in die Landesliga Burgenland
- 1988/89: Meister in der 2. Liga Mitte und Aufstieg in die Landesliga Burgenland
- 1994/95: Burgenländischer Meister im Hallenfußball
- 1998/99: Meister der Landesliga Burgenland und Aufstieg in die Regionalliga Ost
- 2000/01: Meister der Landesliga Burgenland und Aufstieg in die Regionalliga Ost

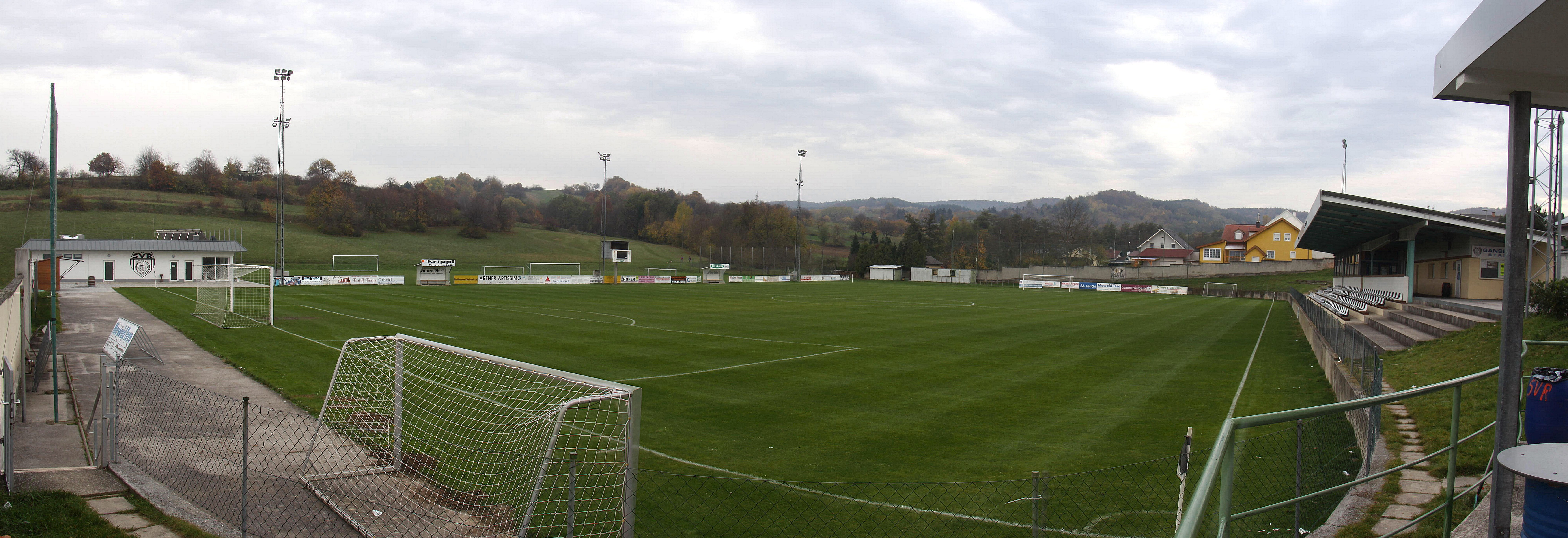
Panoramafoto des Gansbärenstadions